# 치한

치한

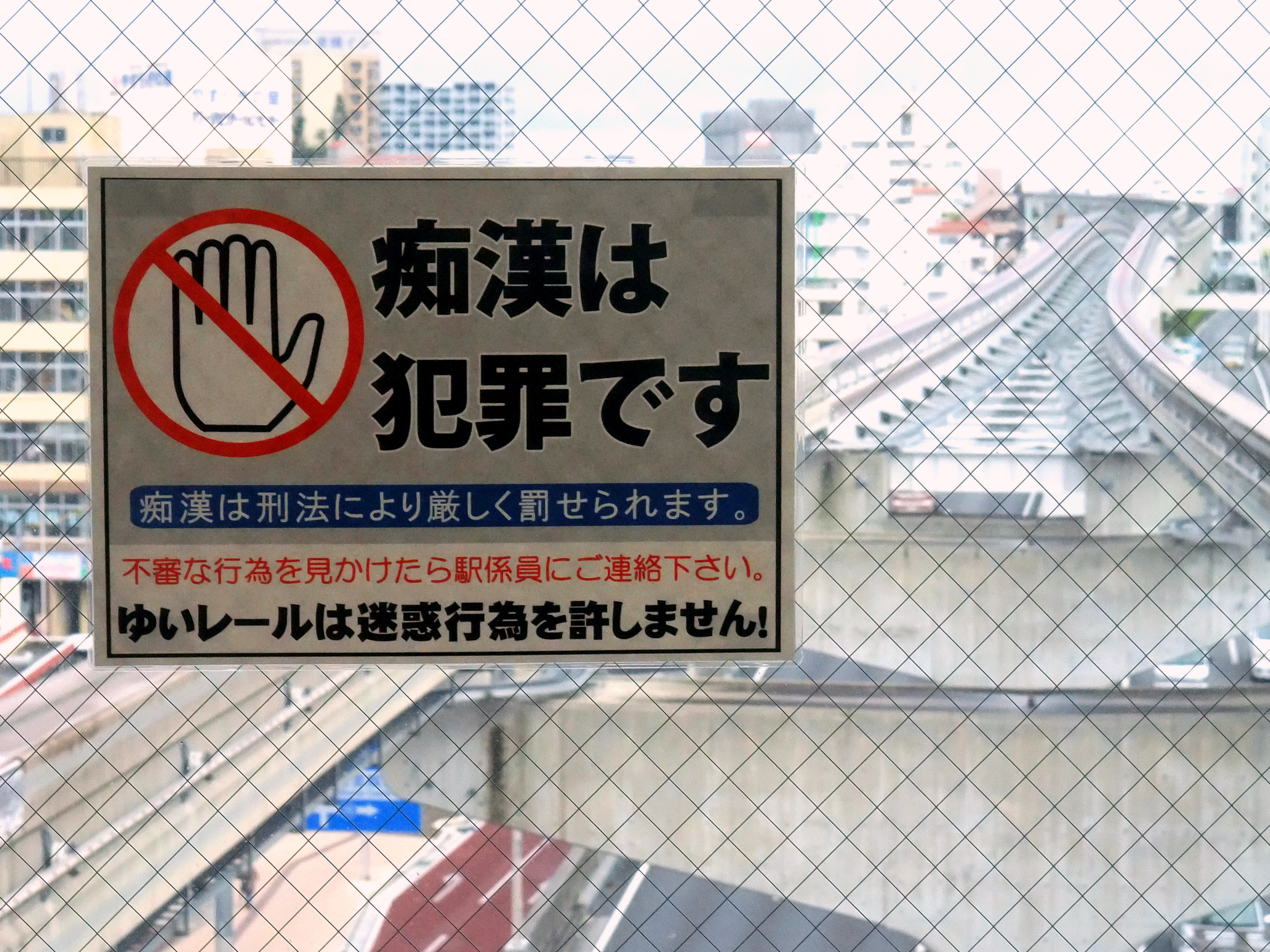
치한은 범죄임을 알리는 벽보

치한(癡漢)은 공공 장소에서 상대에게 수치심을 일으키는 성적 행위를 행하는 자 또는 행위 그 자체를 말한다.

## 같이 보기
- 사이쿄선